# Kleine Strandschnecke
Die Felsenstrandschnecke, auch Kleine oder Raue Strandschnecke (Littorina saxatilis) genannt, ist eine im Meer lebende Schnecke aus der Familie der Littorinidae (Strandschnecken).

## Merkmale
Das Gehäuse der Felsenstrandschnecke ist festschalig, kegelförmig und nur mäßig hoch. Der Außenrand ist fast gerade, die Umgänge sind schwach nach außen gewölbt. Es wird bis zu 1,7 Zentimeter hoch. Die Außenseite weist Spiralrillen und feine Anwachsstreifen auf. Die Färbung der Kleinen Strandschnecke ist variabel, meist gelblich bis bräunlich. Die Kieme ist rückgebildet, die Mantelhöhle zu einer Art Lunge umfunktioniert, die auch aus der Atmosphäre Sauerstoff aufnehmen kann.

### Ähnliche Arten
Die Kleine Strandschnecke kann leicht mit den anderen kleineren Strandschnecken wie der Spitzen Strandschnecke (Littorina neritoides) und der Flachen Strandschnecke (Littorina obtusata) verwechselt werden. Im Vergleich zur Großen Strandschnecke sind die Umgänge des Hauses deutlicher gewölbt.

## Geographische Verbreitung und Lebensraum
Die Felsenstrandschnecke ist an der nordeuropäischen und nordamerikanischen Atlantikküste weit verbreitet. Sie kommt auch in der Nordsee und in der westlichen Ostsee (bis Rügen) vor. Sie wurde in die Bucht von San Francisco verschleppt. Sie lebt im Flachwasser der oberen Gezeitenzone, aber auch bis zu 2 m über dem Wasserspiegel (Hochwasser- und Spritzzone) in Spalten und kleinen Höhlensystemen.

## Lebensweise
Die Felsenstrandschnecke wandert nachts von ihren Ruheplätzen in Felsspalten und kleinen Höhlensystemen zu ihren Weidegründen, wo sie Algenaufwuchs auf Steinen oder junge Sprosse von Tangen abweidet. Morgens kehrt sie wieder zu ihrem Ruheplatz zurück. Sie toleriert niedrige Salzgehalte bis 5 ‰. 
Als Anpassung an das Leben in der Hochwasserzone der Strände ist diese Littorina-Art lebendgebärend. Die befruchteten Eier (von 40 bis etwa 500 Stück) werden vom Muttertier im Mantelrand getragen bis kleine, fertig entwickelte Jungtiere aus den Eiern schlüpfen. Diese verlassen dann die Mantelhöhle des Muttertiers. Sie können bis etwa sechs Jahre alt werden.

## Systematik
In der klassischen Systematik wird diese Familie zu den Mittelschnecken (Mesogastropoda), einer Ordnung der Vorderkiemerschnecken (Prosobranchia), gestellt. In der hier verwendeten (neuen) phylogenetischen Systematik wurde diese Einteilung aufgegeben, die Littorinidae werden hier in die Ordnung Sorbeoconcha gestellt.